# Molpadia clarki
Molpadia clarki is een zeekomkommer uit de familie Molpadiidae.
De wetenschappelijke naam van de soort werd in 1915 gepubliceerd door H. Ohshima.